# Поряд з Раєм
«Поряд з Раєм» («Au plus pres du paradis») — французький кінофільм 2002 року, знятий режисером Тоні Маршаллом, з Катрін Денев і Вільямом Гертом у головних ролях.

## Сюжет
Люди можуть бути жорстокими, і в їхньому обличчі, Феннетт відчуває прохолодне ставлення з боку старих друзів, дочки та колег по роботі. Вона пристрасно згадує свою минулу і втрачену любов до Філіппа і раптово отримує від нього листа, в якому він просить побачення на Будинку Empire State Building у Нью-Йорку.

## У ролях
- Катрін Денев — Фанетт
- Вільям Герт — Метт
- Бернар ле Кок — Бернар
- Елен Фійєре — Люсі
- Жільбер Мелькі — Алан
- Наталі Рішар — Бріджитт
- Патріс Шеро — П'єр
- Ноемі Годен-Віньо — Кароль
- Еммануель Дево — роль другого плану
- Даніель Помрьоль — роль другого плану
- Крістіан Клорек — роль другого плану
- Павліна Порізкова — роль другого плану
- Мервін Голдсміт — роль другого плану
- Алан Фосетт — роль другого плану
- Джоріс Джарскі — роль другого плану
- Тоні Калабретта — роль другого плану
- Сесіль Крістобал — роль другого плану
- Білл Кордей — роль другого плану
- Аманда Строун — роль другого плану
- Білл Роует — роль другого плану
- Деніел Мерфі — роль другого плану
- П'єр Гейдж — роль другого плану
- Річард Джутрас — роль другого плану
- Клів Маклін — роль другого плану
- Ненсі Хелмс — роль другого плану
- Кеті Еммі Макінінч — роль другого плану
- Том Бекетт — роль другого плану
- Конрад Пла — роль другого плану
- Димітрі Сторож — роль другого плану

## Знімальна група
- Режисер — Тоні Маршалл
- Сценаристи — Анна-Луїза Трівідік, Тоні Маршалл
- Оператор — Аньєс Годар
- Композитор — Франсуа Домпьєр
- Продюсери — Олів'є Бомсель, Жиль Сандоз, Фаб'єн Воньє